# Vendeuvre-du-Poitou
Vendeuvre-du-Poitou è un comune francese di 2 998 abitanti situato nel dipartimento della Vienne nella regione della Nuova Aquitania.

## Società

### Evoluzione demografica
Abitanti censiti